# Matrimonio mistico di santa Caterina d'Alessandria (Parmigianino Londra)
Il Matrimonio mistico di santa Caterina d'Alessandria è un dipinto a olio su tavola (74,2x57,2 cm) del Parmigianino, databile al 1529 circa e conservato nella National Gallery a Londra. Ne esiste anche una versione, giudicata da alcuni autografa, in collezione privata, su tela (73x58 cm).

## Storia
Vasari ricordò una "Madonna dipinta volta a fianco, volta per fianco con bella attitudine, e parecchie altre figure" fatta per un suo amico sellaio a Bologna. Si tratta forse del Matrimonio mistico di santa Caterina d'Alessandria, come ipotizzò per primo l'Affò nel 1784. Tale connessione non è tuttavia accettata da tutta la critica, con alcuni che la riferiscono a qualche anno prima, durante il soggiorno romano, che si concluse nel 1527 durante il Sacco di Roma. Lo stile svelto, "stenografico" (Gould, 1994) e la pennellata nervosa farebbero però pensare piuttosto a un lavoro della fase bolognese, paragonabile a opere come la Madonna di Santa Margherita.
La versione londinese è ricordata per la prima volta nell'inventario della Galleria Borghese del 1693 e nel 1750, dopodiché, nel 1800, passò in proprietà a William Ottley, e in seguito alla raccolta Normanton di Somerley. Nel 1974 venne acquistato dal museo londinese.
Fu incisa da Giulio Bonasone. Ne esistono numerose copie, tra cui le migliori al Wellington Museum di Londra, alla Pinacoteca Nazionale di Bologna e al Museo Davia Bargellini. Fa eccezione quella in collezione privata già citata, senza la finestrella ovale, che Mario Di Giampaolo ritiene autografa e della quale esiste a sua volta una copia di buona fattura ad Apsley House.

## Descrizione e stile
In una stanza dove si aprono molteplici fonti di luce (oltre a quella frontale una finestra rotonda e una nella stanza attigua, visibile oltre un portale), Maria, seduta su uno scranno di profilo tiene il Bambino in grembo, il quale sposa simbolicamente santa Caterina d'Alessandria (riconoscibile per la ruota dentata), volgendosi con lo sguardo verso la madre, ritratta quasi a profil perdu, come per cercarne l'approvazione. L'anello, con pietra azzurra, si trova esattamente sull'asse centrale del dipinto. Santa Caterina è vestita come una principessa con una complessa acconciatura decorata da gioielli, e con un ampio abito giallo stretto in vita e aperto sul petto, sullo sfondo di una tenda verde annodata che esalta cromaticamente la sua figura. Completa la composizione, in basso, una testa in primo piano di san Giuseppe, che non compare in tutte le copie.
Le figure sono composte con scintillanti tocchi di colore sapientemente variato nell'intensità luminosa, che danno quel carattere così peculiarmente "impressionistico". La scena sonda lo spazio digradando in tre successivi piani di profondità, dalla testa in primo piano, alle figure principali davanti alla tenda, fino a due anziani di difficile identificazione nella stanza sullo sfondo. Si tratta forse di un'allusione all'eremita che convertì la santa.
Il raffaellismo viene qui tradotto nel suo personale linguaggio manieristico, fatto di eleganza aristocratica nelle pose e nei gesti, e di una relazione sottilmente psicologica fra le figure.
La copia in collezione privata mostra invece una pittura più finita e levigata, con qualche variante, come l'assenza della finestrella tonda e la ruota dentata poggiata in terra. Altre volte l'artista eseguì repliche di un soggetto che incontrava il favore del pubblico, come ad esempio la Madonna di San Zaccaria su tela passata in asta a Londra nel 1982 e di qualità pari al dipinto agli Uffizi. Nel catalogo ottocentesco di Villa Albani (collezione Torlonia) a Roma è censita un'opera simile.

## Galleria d'immagini

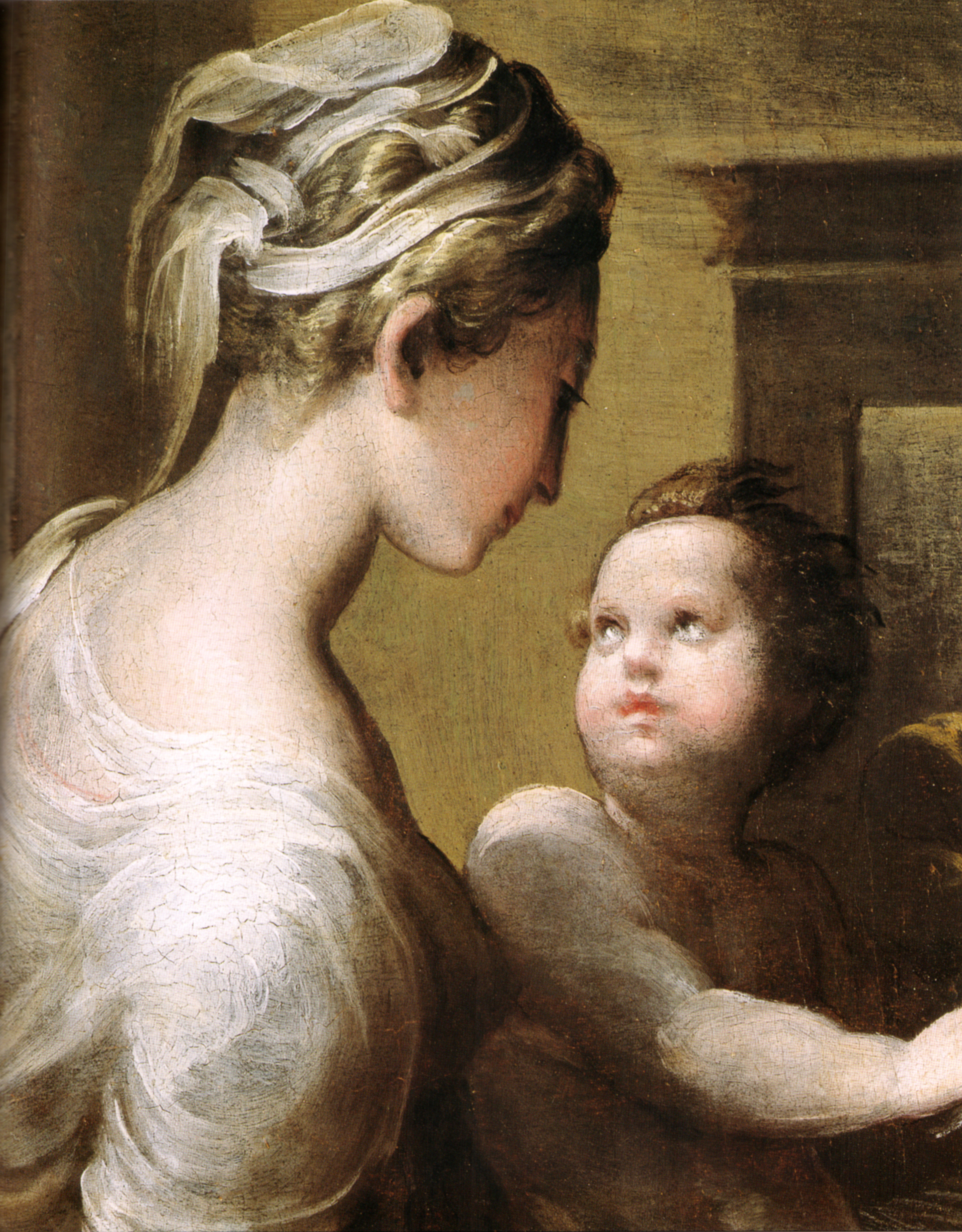
Dettaglio (Londra)
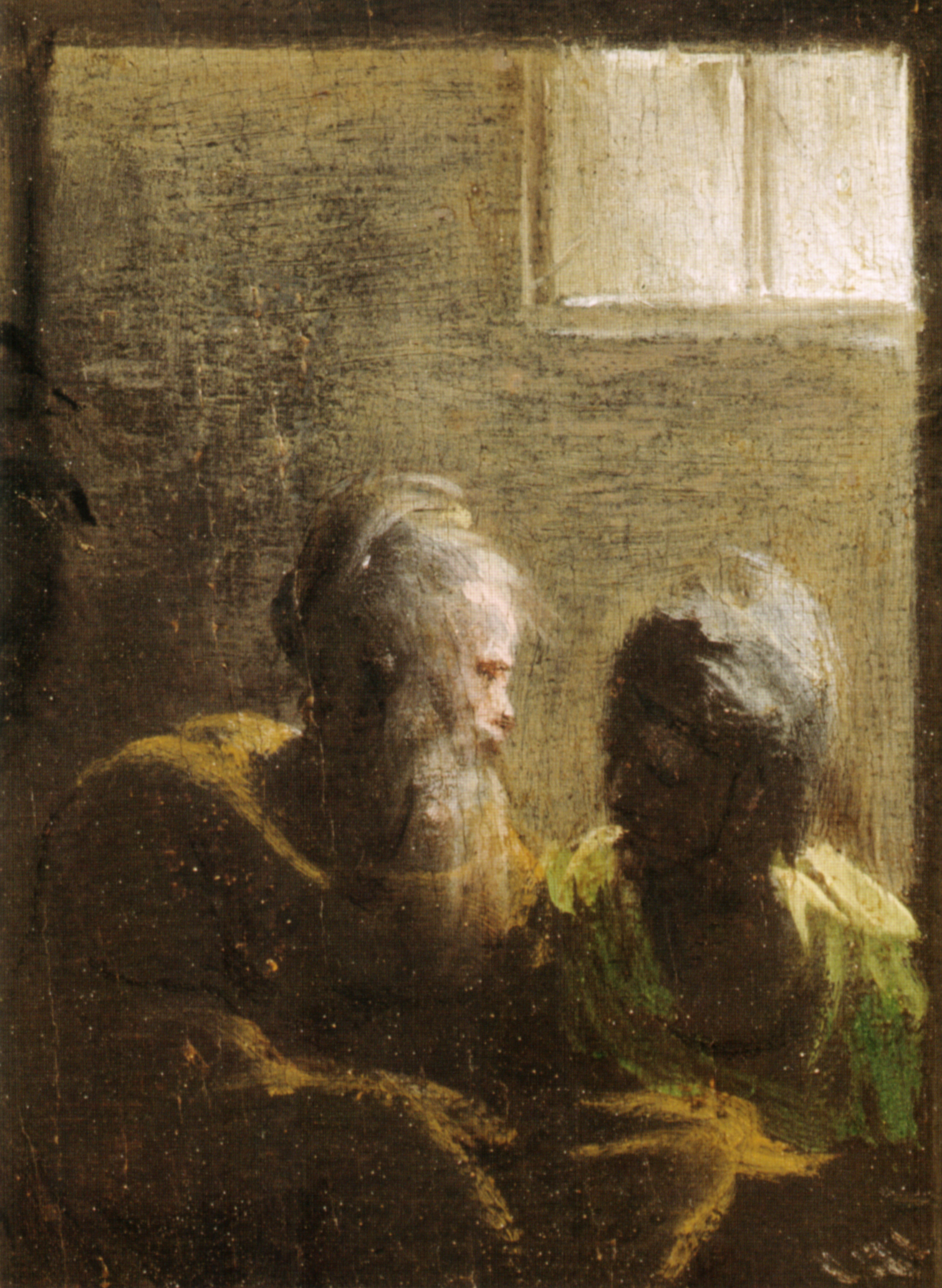
Dettaglio (Londra)
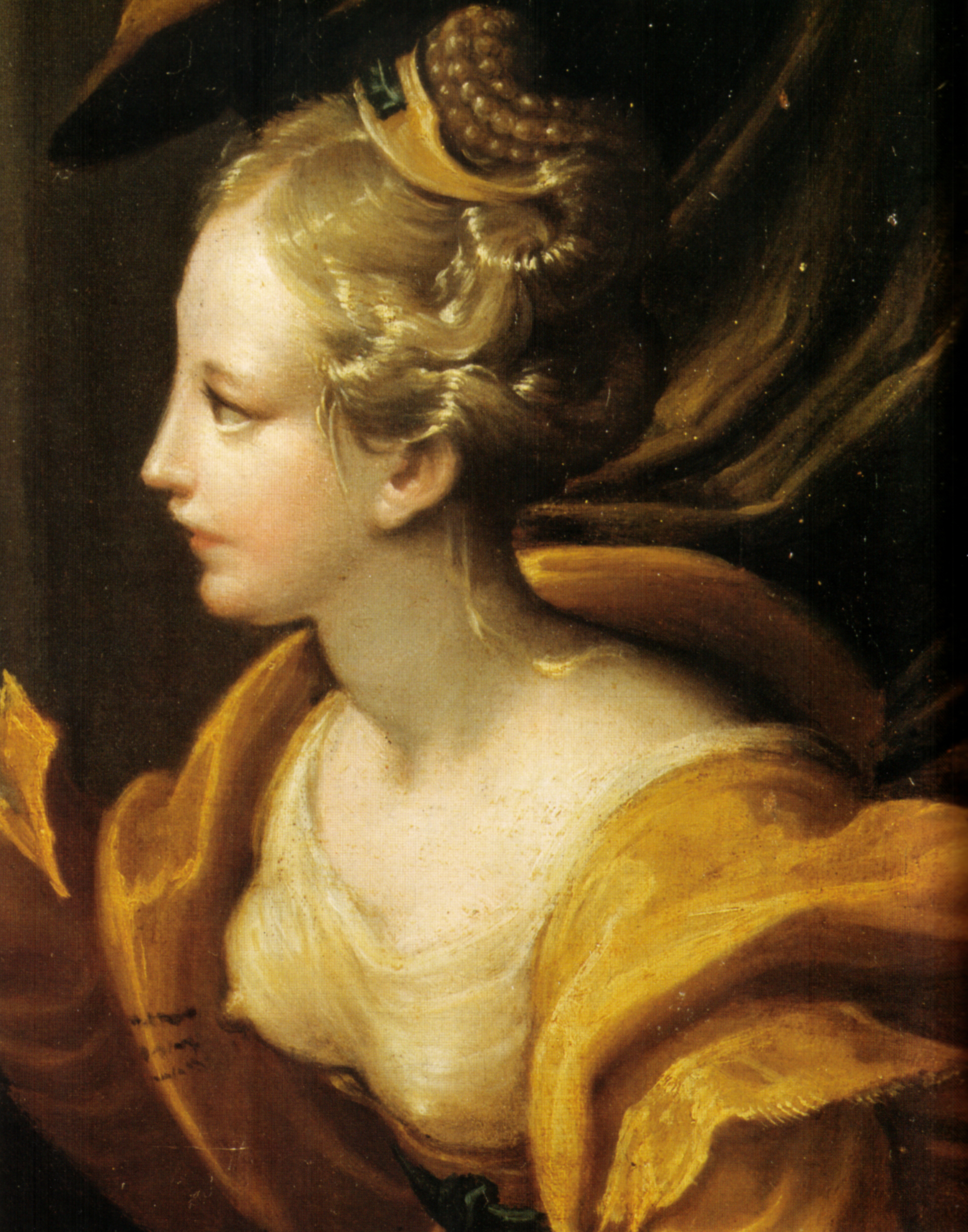
Dettaglio (collezione privata)